# Kim Yu-jeong (Schiedsrichterin)
Kim Yu-jeong (koreanisch: 김유정) ist eine südkoreanische Fußballschiedsrichterin.
Seit 2018 steht sie auf der Liste der FIFA-Schiedsrichter und leitet internationale Fußballspiele.
Bei der Asienmeisterschaft 2022 in Indien leitete Kim Yu-jeong zwei Spiele. Kurz darauf wurde sie beim Algarve-Cup 2022 eingesetzt und leitete bei diesem unter anderem auch das Finale.
Zudem pfiff Kim Yu-jeong bei der U-20-Weltmeisterschaft 2022 in Costa Rica zwei Gruppenspiele und ein Viertelfinale.
Im Januar 2023 wurde Kim Yu-jeong für die Weltmeisterschaft 2023 in Australien und Neuseeland nominiert, kam jedoch lediglich zu sechs Einsätzen als Vierte Offizielle.

## Einsätze beim olympischen Fußballturnier 2024
| Phase        |  | Datum         | Spielort | Heimmannschaft | Gastmannschaft | Ergebnis  |
| ------------ |  | ------------- | -------- | -------------- | -------------- | --------- |
| Gruppenphase |  | 25. Juli 2024 | Bordeaux | Nigeria        | Brasilien      | 0:1 (0:1) |
| Gruppenphase |  | 28. Juli 2024 | Lyon     | Neuseeland     | Kolumbien      | 0:2 (0:1) |